# Kerodon rupestris
Kerodon rupestris hay chuột lang đá là một loài động vật gặm nhấm đặc hữu miền đông Brazil, từ Piauí đến Minas Gerais. Đây là một loài du nhập trên quần đảo Fernando de Noronha.

## Mô tả
K. rupestris khá nặng đối với một loài gặm nhấm, đạt đến 1 kg (2,2 lb), và như những loài cùng họ Caviidae, đuôi chúng chỉ còn là vết tích. Mặt lưng của chúng màu xám, còn mặt bụng thì nâu nhạt. Chúng thuộc phân bộ Hystricomorpha, tức chúng có cơ hàm kiểu nhím lông.